# Elektrolytdatenbank Regensburg
Die Elektrolytdatenbank Regensburg (kurz ELDAR) ist eine Sammlung von thermodynamischen Daten, Literatur und Verfahren für Elektrolyte und deren Lösungen.

## Geschichte
Die Datensammlung wurde 1981 am Lehrstuhl eines Prof. Barthel in Regensburg begonnen und wurde längere Zeit durch erhebliche Mittel der deutschen Bundesregierung gefördert. Mittlerweile ist ELDAR ein Teil der DETHERM-Datenbank und wird im Rahmen dieser Datenbank weiter gepflegt und vertrieben.

## Inhalt
- Dichten, Dielektrizitätskonstanten
- Thermische Expansion und Kompressibilität
- P-v-T-Daten, Zustandsdiagramme, kritische Daten
- Solvatations- und Verdünnungswärmen
- Phasenübergangswärmen (Enthalpie, Entropien, Gibbssche freie Enthalpien)
- Phasengleichgewichte
- Löslichkeiten
- Dampfdrücke
- Solvatation
- Standard- und Referenzwerte
- Aktivitäten und Aktivitätskoeffizienten
- Exzessgrößen
- Osmotische Koeffizienten
- Wärmekapazitäten
- Partielle molare Werte, scheinbare molare Werte
- Elektrische Leitfähigkeit
- Transferzahlen, Einzelionenleitfähigkeiten
- Viskositäten
- Thermische Leitfähigkeiten
- Diffusion